# Taller de Gráfica Popular
El Taller de Gráfica Popular  es un colectivo de grabadores fundado en México en 1937 por los artistas Leopoldo Méndez, Pablo O'Higgins, y Luis Arenal Bastar. La primera preocupación del colectivo era utilizar el arte para fomentar sus causas sociales revolucionarias. El taller se volvió una base de actividad política y gran desempeño artístico. Además de sus miembros Mexicanos, atrajo muchos artistas extranjeros a colaborar.

## Historia
El taller se fundó tras la disolución de la Liga de Escritores y Artistas Revolucionarios (LEAR), un grupo de artistas que apoyaba las causas de la Revolución Mexicana.
Inicialmente llamado el Taller Editorial de Gráfica Popular, sus fundadores tomaron de una rica tradición de Grabado Mexicano, particularmente el legado de José Guadalupe Posada y Manuel Manilla.
Durante la presidencia de Lázaro Cárdenas, el trabajo del Taller apoyó las políticas del gobierno, incluida la Expropiación Petrolera. 
En 1940, el muralista David Alfaro Siqueiros lanzó un ataque armado contra la residencia del exiliado de la Revolución Rusa León Trotski. Utilizó el taller como base de operaciones y algunos de los artistas del taller formaron parte del escuadrón.
El Taller sufrió inestabilidad económica y tuvo que ser cambiado de lugar en varias ocasiones. Sin embargo, y gracias a la gestión de quién fuera su director por 40 años, Jesús Álvarez Amaya, el taller cuenta desde el año 2000 con una sede fija ubicada en Dr. Manuel Villada 46, colonia Doctores, Ciudad de México.

## Trabajo
Durante su apogeo, el taller se especializó en grabados en linóleo y en madera. Produjo pósteres, panfletos, banderas y ediciones de portafolio. El arte apoyaba causas como el antimilitarismo, la unión obrera, y la oposición al fascismo.
El arte era comúnmente realizado de manera colaborativa. Además, el taller adoptó la práctica anticomercial de no numerar las impresiones. Aun así, ha vendido impresiones durante toda su existencia.
Bajo la Marca "La Estampa Mexicana", el Taller de Gráfica Popular produjo pósteres de héroes y de la cultura mexicana y de movimientos de la izquierda política mexicana e internacional. También dio luz a una nueva generación de "calaveras", una tradición mexicana de caricaturizar políticos y otras figuras populares mediante rimas sencillas y caricaturas de estos personajes reducidos a esqueletos.

## Mesa directiva
Después del fallecimiento de Jesús Álvarez Amaya, la mesa directiva está constituida actualmente por: Alfredo Mereles, Francisco Javier Calvo Sánchez, Julián Castruita, Francisco Mortales, Blanca Rosa Sierra Tortolero, Gabriel Hernández Vega.

El maestro Alfredo Mereles y el maestro Roberto Lazos; tienen una amplia y extensa trayectoria en el Taller de la Gráfica Popular, con diversas exposiciones y cursos. El maestro Francisco Javier Calvo Sánchez; cuenta con más de 30 años consecutivos en el TGP de forma profesional en la aportación de sus conocimientos y trabajo en el taller de litografía, además de ser el maestro impresor de TGP. Maestro de grabado en los talleres de la Quinta Colorada (Centro Docente de Grabado) y maestro de actividades artísticas en la educación media básica por parte de la SEP. 
Por otro lado, el Maestro Julián Castruita Morán con años de trayectoria en el TGP. Pintor, litógrafo, poeta, editor, escritor es profesor de español, da clases eventuales y talleres de Crítica Literaria, Autobiografía, Narrativa y Poesía en la Casa del Lago en Chapultepec.

## Exhibiciones internacionales
El taller de Gráfica Popular ha participado en exhibiciones internacionales, incluyendo en Estados Unidos (Museo de Arte de Georgia y Museo de Arte de San Diego), en España (Museo Nacional Centro de Arte Reina Sofía) y en Israel (Museo de Arte de Tel Aviv). Con la participación de artistas como Leopoldo Méndez, Alberto Beltrán, Pablo O’Higgins, Elizabeth Catlett y Käthe Kollwitz.